# Jan Martykán
Jan Martykán (Ústí nad Labem, 17 marzo 1983) è un calciatore ceco, centrocampista del Sokol Srbice.

## Carriera

### Club
Vanta 31 presenze nella massima divisione ceca.